# Copa Lipton
De Copa Lipton of Copa de Caridad Lipton was een voetbalbeker die betwist werd tussen Argentinië en Uruguay. De beker werd 29 keer beslecht tussen 1905 en 1992. 
De trofee werd geschonken door de Schotse theemagnaat Thomas Lipton. De voorwaarde was dat enkel spelers mochten meespelen die in Argentinië of Uruguay geboren waren mochten meedoen. In geval van gelijkspel ging de trofee traditioneel naar het bezoekende team en de datum van het volgende toernooi werd door de winnaar bepaald. 
Tot 1929 werd de beker met enkele uitzonderingen bijna jaarlijks gespeeld. Hierna kwam deze nog maar sporadisch voor tot de laatste keer in 1992.

## Finales
| Jaar | Kampioen   | Runner-up  | Score | Gaststad     |
| ---- | ---------- | ---------- | ----- | ------------ |
| 1905 | Uruguay    | Argentinië | 0-0   | Buenos Aires |
| 1906 | Argentinië | Uruguay    | 2-0   | Montevideo   |
| 1907 | Argentinië | Uruguay    | 2-1   | Buenos Aires |
| 1908 | Argentinië | Uruguay    | 2-2   | Montevideo   |
| 1909 | Argentinië | Uruguay    | 2-1   | Buenos Aires |
| 1910 | Uruguay    | Argentinië | 3-1   | Montevideo   |
| 1911 | Uruguay    | Argentinië | 2-0   | Buenos Aires |
| 1912 | Uruguay    | Argentinië | 2-0   | Montevideo   |
| 1913 | Argentinië | Uruguay    | 4-0   | Avellaneda   |
| 1915 | Argentinië | Uruguay    | 2-1   | Buenos Aires |
| 1916 | Argentinië | Uruguay    | 2-1   | Montevideo   |
| 1917 | Argentinië | Uruguay    | 1-0   | Avellaneda   |
| 1918 | Argentinië | Uruguay    | 1-1   | Montevideo   |
| 1919 | Uruguay    | Argentinië | 2-1   | Buenos Aires |
| 1922 | Uruguay    | Argentinië | 1-0   | Montevideo   |
| 1923 | Uruguay    | Argentinië | 0-0   | Buenos Aires |
| 1924 | Uruguay    | Argentinië | 2-0   | Montevideo   |
| 1927 | Uruguay    | Argentinië | 1-0   | Buenos Aires |
| 1928 | Argentinië | Uruguay    | 2-2   | Montevideo   |
| 1929 | Uruguay    | Argentinië | 0-0   | Buenos Aires |
| 1937 | Argentinië | Uruguay    | 5-1   | Buenos Aires |
| 1942 | Argentinië | Uruguay    | 1-1   | Montevideo   |
| 1945 | Argentinië | Uruguay    | 2-2   | Montevideo   |
| 1957 | Uruguay    | Argentinië | 1-1   | Buenos Aires |
| 1962 | Argentinië | Uruguay    | 3-1   | Buenos Aires |
| 1968 | Argentinië | Uruguay    | 2-0   | Buenos Aires |
| 1973 | Uruguay    | Argentinië | 1-1   | Buenos Aires |
| 1976 | Argentinië | Uruguay    | 4-1   | Buenos Aires |
| 1992 | Argentinië | Uruguay    | 0-0   | Montevideo   |